# Tochovice (zámek)
Zámek Tochovice je klasicistní, částečně empírový zámek v obci Tochovice, přibližně patnáct kilometrů jižně od Příbrami ve Středočeském kraji. Zámek je chráněn jako kulturní památka a je veřejnosti nepřístupný. Kolem zámku je upravený anglický park.

## Historie
V první polovině 13. století byla na místě dnešního zámku klášterem svatého Jana Křtitele na Ostrově nad Davlí vystavěna tvrz. Tvrz a celé panství často měnily majitele a byly dávány do zástavy. Během 15. a 16. století drželi Tochovice například Zmrzlíkové ze Svojšína či Lokšanové z Lokšan. Roku 1623 získal panství v nedaleké Březnici Přibík Jeníšek z Újezda, který následně připojil i Tochovice. Jeníškové z Újezda potom Tochovice drželi až do roku 1728, kdy jejich rod vymřel. Panství koupil Vilém Albrecht II. Krakovský z Kolovrat a v roce 1733 je prodal Anně Marii z Újezda, provdané Michnové z Vacínova. Panství poté několikrát změnilo majitele, až se na počátku 19. století dostalo do rukou vévodkyně Dorothey Talleyrand-Périgorda.
V té době byl na místě bývalé tvrze postaven empírový zámek. Roku 1815 koupil od vévodkyně Dorothey zámek a panství Tochovice Josef Vratislav z Mitrovic pro svou manželku Gabrielu. Po nich zámek získala jejich dcera Josefína, manželka knížete Karla II. ze Schwarzenbergu. Schwarzenbergové potom zámek drželi až do roku 1949, kdy byl zestátněn. Od roku 1950 na zámku působil Státní statek Tochovice.
V rámci restitucí v devadesátých letech 20. století byl zámek navrácen paní Anně Bucherové, dceři Arnošta Schwarzenberga.

## Stavební podoba
Zámek je dvoukřídlá jednopatrová budova, jejíž průčelí je obráceno do anglického parku. Střecha je mansardová. Římsu pod trojúhelníkovým štítem podpírají čtyři pilastry. Levé křídlo zámku má v přízemí otevřenou arkádu tvořenou osmi oblouky, arkádu v patře nese osm sloupů. V pravém křídle s jednoduchou fasádou byla dříve konírna a kočárovna.